# Provincia di Pomerania (1653-1815)
La Provincia di Pomerania era una provincia del Brandeburgo-Prussia, poi del regno di Prussia. Dopo la guerra dei trent'anni, la provincia venne composta essenzialmente dalla Pomerania orientale. Successivamente si aggiunsero la terra di Lauenburg e Bütow, Draheim e la Pomerania svedese a sud del fiume Peene. La provincia venne succeduta dalla nuova Provincia di Pomerania che venne costituita nel 1815.
Il nome di Pomerania proviene dallo slavo po more, che significa "terra presso il mare".

## Pomerania orientale
La Pomerania orientale venne compresa come provincia della Prussia (Brandeburgo-Prussia) dopo la firma della pace di Vestfalia che pose fine alla guerra dei trent'anni nel 1648. Nel corso della guerra, la casata di Pomerania che reggeva il territorio dal XII secolo col titolo di duchi di Pomerania, si estinse in linea maschile con la morte di Boghislao XIV nel 1637. Il Brandeburgo da subito reclamò l'intera regione per sé su base ereditaria e per via di numerosi trattati sottoscritti in precedenza. Già la Svezia, una delle principal rivali del Brandeburgo, aveva ottenuto parti di quel territorio nel corso del conflitto (Pomerania svedese) ma le ambizioni del Brandeburgo-Prussia erano di unificare tutta l'area sotto il proprio controllo.

## L'ottenimento della terra di Lauenburg e Bütow e di Draheim

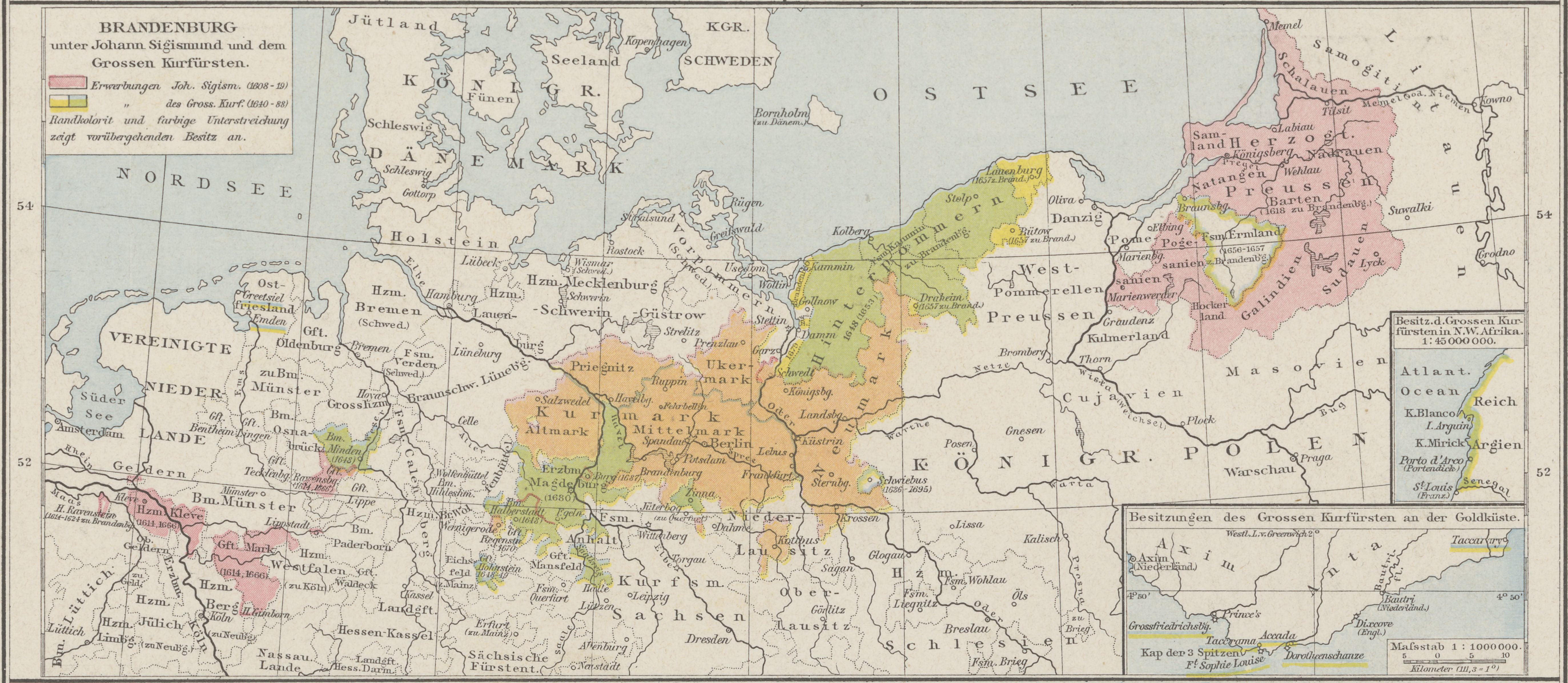
Il Brandeburgo-Prussia (1618–1680) con la Pomerania otientale (Hinterpommern, verde chiaro), Draheim (giallo), Lauenburg-Bütow (giallo) e la striscia di terra lungo il fiume Oder (giallo). Sono indicati gli anni di incorporazione.

Durante la seconda guerra del nord (1654–1660), il Brandeburgo-Prussia e la Confederazione polacco-lituana conclusero il trattato di Wehlau il 19 settembre 1657, ed il successivo trattato di Bromberg. La confederazione concesse al Brandeburgo-Prussia la terra di Lauenburg e Bütow come feudo ed impegnò anche Draheim.
La pace di Oliva del 3 maggio 1660, confermò i diritti del Brandeburgo sulla terra di Lauenburg e Bütow come del resto sulla città di Draheim.

## L'ottenimento dei territori della riva destra dell'Oder
La Pomerania svedese venne occupata dalla Danimarca e dal Brandeburgo nel corso del teatro di guerra brandeburgo-svedese della guerra di Scania dal 1675 al 1679, dove la Danimarca reclamò Rügen ed il Brandeburgo il resto della Pomerania. La Svezia ristabilì il controllo sull'area dopo la pace di Saint-Germain-en-Laye del 28 giugno 1679.
La striscia di terra ad est dell'Oder, ad eccezione di Gollnow e Altdamm, venne ceduta al Brandeburgo. Gollnow e Altdamm vennero tenute in pegno di Brandeburgo in attesa dei danni di riparazione sino a quando questi non vennero pagati nel 1693.

## L'ottenimento della parte meridionale della Pomerania svedese

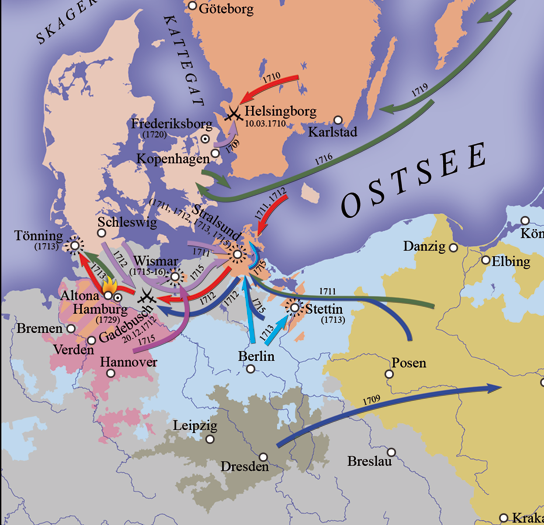
La grande guerra del nord in Pomerania. La Pomerania svedese in marrone, il Brandeburgo-Prussia in blu. Nella mappa sono indicati anche l'assedio di Stralsund (1711–1715) e le conquiste del 1720.

Nel corso della grande guerra del nord, Stettino venne assediata dalle forze russe e sassoni guidate dal principe Menschikov e si arrese il 29 settembre. Secondo il trattato di Schwedt del 6 ottobre, Menschikov ottenne compensazione dalla Prussia e Stettino venne occupata dalle truppe brandeburghesi e dell'Holstein.
Il 12 giugno 1714, re Federico Guglielmo I di Prussia concluse un trattato con l'Impero russo che confermava i possedimenti nell'Ingermanland svedese, Carelia ed Estonia, ed in cambio ricevette dai russi la conferma dei suoi possedimenti in Pomerania svedese.
Il 22 novembre 1714, re Carlo XII di Svezia ritornò dalla Turchia per difendere la Pomerania svedese personalmente. Nel febbraio del 1715 Carlo assediò Wolgast per ristabilire il controllo svedese nella Pomerania occidentale.
Il 1º maggio 1715, la Prussia dichiarò ufficialmente guerra alla Svezia. In quello stesso mese, l'Hannover e la Danimarca si unirono al trattato russo-prussiano del 1714. Le forze alleate occuparono successivamente l'intera Pomerania ad eccezione di Stralsund. Nella battaglia di Stralsund Carlo XII di Svezia guidò la difesa personalmente sino al 22 dicembre 1715 quando venne costretto a lasciare la fortezza alla volta di Lund.
Nel trattato di Stoccolma concluso il 21 gennaio 1720, la Prussia ottenne di mantenere le proprie conquiste, inclusa Stettino. Con questo la Svezia cedette le parti ad est del fiume Oder che aveva ottenuto nel 1648 oltre alla parte meridionale della Pomerania occidentale (Altvorpommern) e le isole di Wollin e Usedom alla Prussia in cambio del pagamento di 2.000.000 di talleri di compensazione.
La capitale venne quindi spostata a Stettino.

## La guerra dei sette anni

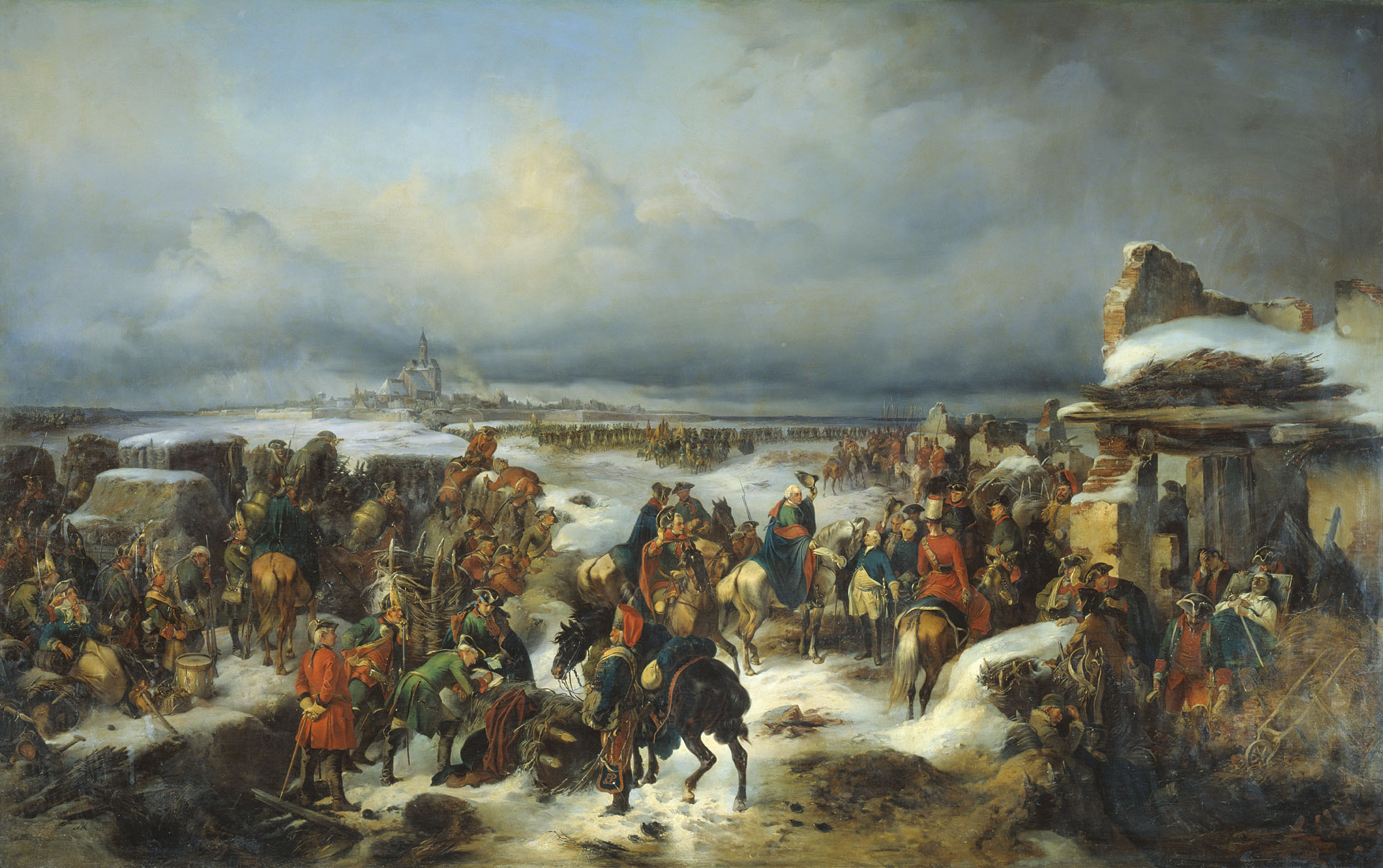
Assedio di Kolberg (1761)

Dopo la battaglia di Zondorf del 1759, le truppe russe entrarono in Pomerania e posero assedio a Kolberg, rivolgendosi poi alla Pomerania orientale. Svezia e Russia invasero insieme la Pomerania brandeburghese nel 1760 e nel 1761. Ancora una volta Kolberg divenne l'obbiettivo principale e venne nuovamente assediata nel 1761. Nell'inverno di quello stesso anno, le truppe russe si ritirarono in Pomerania orientale. Nel 1762 la Prussia siglò una pace con Svezia e Russia.

## Le guerre napoleoniche
Dopo che la Prussia ebbe perso la battaglia di Jena sul finire del 1806, le truppe francesi marciarono nella provincia della Pomerania. La città fortificata di Stettino si arrese senza combattere e la provincia venne occupata dalle forze napoleoniche. Solo la città di Kolberg fu in grado di resistere ed i francesi le posero assedio nel marzo del 1807. Ferdinand von Schill era tra i difensori della fortezza. L'assedio non ebbe successo ma venne tolto quando alla fine la Prussia dovette arrendersi a Napoleone Bonaparte con la pace di Tilsit del 2 luglio successivo.
I termini della resa furono alti (25.000.000 di talleri come compensazione per la sola provincia della Pomerania). L'accordo sul ritiro delle truppe francesi venne ritardato ripetutamente. Nel novembre del 1808, le truppe francesi lasciarono la provincia ad eccezione di Stettino, il che costrinse lo spostamento della capitale provinciale a Stargard nel 1809.
Le riforme volute da vom Stein (1807) e Karl August von Hardenberg (1811) abolirono nel contempo la schiavitù.
Nel 1812, le truppe francesi invasero la Pomerania svedese ed occuparono la Pomerania prussiana ancora una volta. Le truppe prussiane si acquartierarono a Kolberg. Dopo che Ludwig Yorck von Wartenburg ebbe firmato l'abbandono della coalizione francese il 30 dicembre 1812, l'esercito prussiano chiamò alle armi i pomerani nel febbraio del 1813. Sempre a febbraio, le truppe russe raggiunsero la Pomerania orientale. A marzo tutte le forze francesi avevano già abbandonato la Pomerania, ad eccezione di Stettino che venne tenuta dai napoleonici sino al 5 dicembre 1813. Dopo la guerra, la Prussia al Congresso di Vienna riuscì ad ottenere l'assegnazione della Pomerania svedese dietro pagamento di 2.600.000 di talleri alla Danimarca e cedendo il ducato di Lauenburg, oltre a pagare altri 3.500.000 di talleri alla Svezia il 7 giugno 1815. Il 23 ottobre, la Pomerania svedese venne aggiunta alla provincia prussiana andando a costituire la Provincia di Pomerania.